# کنت چنگ
کنت چنگ (انگلیسی: Kent Cheng؛ زادهٔ ۲۲ مه ۱۹۵۱) یک هنرپیشه و کارگردان فیلم اهل جمهوری خلق چین است.
از فیلم‌ها یا برنامه‌های تلویزیونی که وی در آن نقش داشته است می‌توان به مردی به نام ایپ ۳ اشاره کرد.